# La Renaissance du livre (Paris)
Ne doit pas être confondu avec La Renaissance du livre (Belgique).
La Renaissance du livre est une maison d'édition française fondée à Paris en novembre 1908 et qui publia un nombre important d'ouvrages illustrés à des prix abordables, ainsi que des essais en sciences humaines, accueillant entre autres Henri Berr.
Constituée en société anonyme en avril 1922, elle fonde une filiale à capitaux mixtes en Belgique sous le même nom et qui prend son indépendance peu avant la Seconde Guerre mondiale, devenue le groupe Renaissance SA.
La maison française disparaît en 1939, le fonds étant racheté par Albin Michel et Hachette.

## Histoire de la maison d'édition
La Renaissance du livre est fondée en novembre 1908 à Paris par « Jean Gillequin & Cie, éditeurs » et a pour ambition de publier en cent volumes « tous les chefs-d'œuvre de la littérature française ». Le siège est au 7, place Saint-Michel. Gillequin, qui a édité entre autres des recueils de chansons populaires, a négocié un contrat de coédition avec l'éditeur anglais J. M. Dent & Sons (Londres).
Le 15 novembre 1909, La Renaissance du livre lance la collection « In Extenso », au rythme d'un ouvrage par mois. L'année suivante, en janvier, les grandes inondations de Paris mettent à mal son stock, la maison déménage au 78 boulevard Saint-Michel. En décembre 1910, Jean Gillequin décide de sauver la maison de Balzac et rachetant les dettes à sa propriétaire, évitant ainsi la fermeture du lieu et la vente. Il se lance alors dans l'édition de l'œuvre complète de Balzac. En décembre 1911, il fait face à une importante dette contractée chez l'imprimeur Charles Genton, dette épongée par Édouard Mignot, associé de Jean Gillequin.
En 1912, Jean Gillequin revend ses parts et la maison devient « Les Éditions de La Renaissance du Livre. Édouard Mignot, Éditeur ». En mars 1913, elle reprend le fonds de librairie générale (romans et livres divers à 3,50 francs) de la « Société d'édition et de publications, ancienne Librairie Félix Juven », ce qui explique la présence dans « In Extenso » d'auteurs qui sont d'anciens collaborateurs du groupe de presse de Juven, tel Gaston de Pawlowski. En mai-juin 1914, Édouard Mignot et Jules Tallandier s'associent en coédition pour lancer l'encyclopédie « L'Évolution de l'humanité » d'Henri Berr, mais il semble que l'entrée en guerre ait perturbé ce projet.
Durant la Première Guerre mondiale, un certain Louis Theuveny, ancien éditeur, entre dans le capital et la maison connaît une période de pleine production. En 1916, débute la collection « Les Romans-Cinéma » (cf. ci-dessous), puis l'année suivante, la collection « Bibliothèque internationale de critique ». En mars 1918, Theuveny lance une revue professionnelle, La Renaissance du livre, organe de bibliographie et de bibliophilie, puis en octobre, une collection dédiée aux poètes, avec tirage numéroté, et en décembre « Les Classiques de l'Odéon », une collection regroupant des pièces de théâtre choisies par Paul Gavault, dramaturge et directeur du théâtre parisien de l'Odéon. En janvier 1919, Henri Berr y publie sa revue Bibliothèque de synthèse historique et plus tard y dirige sous le même nom la collection d'essais dans laquelle est publiée l'encyclopédie « L'Évolution de l'humanité ». En avril, la maison lance une grande enquête auprès de ses confrères, en leur posant la question « quelle sera la littérature de demain ? » puis en publie les réponses dans un climat économique défavorable au livre.
En octobre 1920, Marcel Prévost est nommé directeur littéraire, et lance un an plus tard la Revue de France avec Joseph Bédier. C'est aussi l'année de la consécration puisque le prix Femina est attribué à Cantegril de Raymond Escholier : ce dernier attaque en justice l'année suivante Theuveny pour droits d'auteurs escamotés mais il est débouté en juillet 1924.
En avril 1922, La Renaissance du livre se constitue en société anonyme au capital de 500 000 francs avec Louis Theuveny à la direction générale lequel nomme Pierre Mac Orlan comme conseiller artistique et maintient Marcel Prévost comme directeur littéraire. Le même mois, une société franco-belge au capital de 250 000 francs est créée à Bruxelles au 114 boulevard Adolphe-Max, dans laquelle on trouve M. Wilmotte, Henri Desoer et Louis Theuveny aux postes de direction (cf. La Renaissance du livre (Belgique)).
En mai 1922, Pierre Mac Orlan lance une collection de littérature ancienne française et étrangère. En juillet suivant, Theuveny rachète la maison Théodore Lefévre et Cie, Émile Guérin, Éditeur.
En septembre 1925, Theuveny est évincé, remplacé par Alphonse Houdin.
En mai 1932, l'éditeur signe un accord avec la société anonyme La Mode nationale, groupe de presse publiant des périodiques comme Mon journal favori, revue bimensuelle des modes, patrons et travaux de la famille. Dans la foulée, la diffusion des ouvrages de la Renaissance du livre est confiée aux Messageries Hachette.
En 1935, création du prix du Roman populaire en partenariat avec Le Petit Journal : il sera décerné jusqu'en 1938, avant de renaître en 1948, sans lien avec la maison.
En septembre 1936, Albin Michel rachète une partie du fonds de l'éditeur, dont la collection « L'Évolution de l'Humanité ».
L'un des derniers ouvrages à paraître sous la marque parisienne est Erreurs et préjugés démocratiques de l'avocat Georges Mauranges, en avril 1939 ; l'adresse de l'éditeur est au 94 rue d'Alésia.

## Collections et revues (1908-1932)
La Renaissance du livre lança de nombreuses collections et revues dès 1908 et jusqu'en 1932.
Fin 1908, est lancée la collection « Tous les Chefs-d'Œuvre de la Littérature Française ».
En novembre 1909, lancement de la collection In Extenso et qui comptera plus de 200 titres.
En février 1910, Les Mille nouvelles nouvelles, revue mensuelle pour tous, accueillant des nouvelles d'auteurs du monde entier.
En mars 1917, la collection « Bibliothèque Internationale de Critique » voit le jour.
En octobre 1918, est lancée la « Collection des Poètes de la Renaissance du Livre », chaque livre numéroté et tiré à 500 exemplaires, puis en décembre « Les Classiques de l'Odéon », des pièces de théâtre.
En janvier 1919, Henri Berr y dirige la « Bibliothèque de Synthèse historique » puis la revue du même nom.
En 1927, Georges Huisman créé une  collection d’ouvrages thématiques, « À travers l’art français », dont le premier titre paraît en 1927 et le dernier en 1931.
En février 1932, « Le Disque rouge », une collection de romans d'aventures, qui semble être la dernière, avec comme illustrateur des couvertures, Maurice Toussaint.

### Les Romans-Cinémas

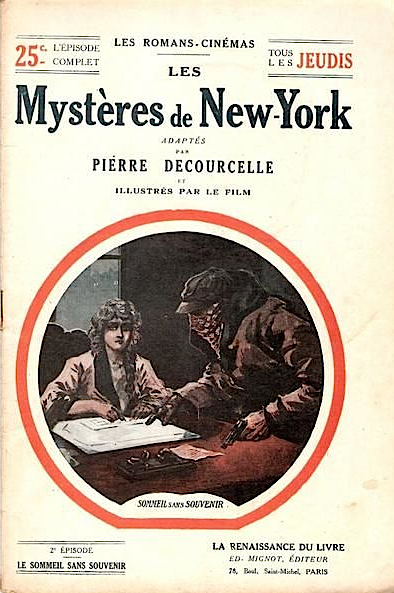
Couverture de Les Mystères de New York, épisode 02 (1916).

Lancée en 1916, la collection « Les Romans-Cinémas », d'un concept très original, se présente sous la forme de fascicules hebdomadaires paraissant le jeudi et comprenant des romans découpés en feuilletons et illustrés de photographies tirés de films américains, inaugurant un genre appelé par la critique « ciné-roman » (à ne pas confondre avec le roman-photo). La plupart des adaptateurs sont des scénaristes.
Dans le premier épisode des Mystères de New-York, les romans-cinémas sont définis ainsi :

« Une révolution dans le roman. Par un procédé tout nouveau, associant le Roman avec le Cinéma, les Romans-Cinémas publient, tous les jeudis, les aventures les plus passionnantes, illustrées par les films les plus sensationnels. »

La collection semble s'arrêter en 1922 avec la série Le Maître des ténèbres en 14 fascicules mis en texte par Jean-Louis Bouquet et André Dolle, alors que la plupart des éditeurs se sont lancés dans ce filon populaire comme la Société des Cinéromans.

#### Romans-Cinémas:Les Mystères de New-York(1916)
Adaptés par Pierre Decourcelle en 22 épisodes d'après le roman de Arthur B. Reeve, et les trois films tournés par Louis Gasnier aux États-Unis intitulés The Exploits of Elaine (1914), The New Exploits of Elaine et The Romance of Elaine. Une prépublication eut lieu dans Le Matin :
1. La Main qui étreint
2. Le Sommeil sans souvenir
3. La Prison de fer
4. Le Portrait qui tue
5. La Chambre turquoise
6. Sang pour sang
7. La Seconde Femme de Taylor Dodge
8. La Voix mystérieuse
9. Les Rayons rouges
10. Le Baiser mortel
11. Le Bracelet de platine
12. La Ville chinoise
13. L'Homme au mouchoir rouge
14. La Maison hantée
15. Le Secret de la bague
16. Les Pirates de l'air
17. Les Deux Elaine
18. Les Roses rouges
19. La Goëlette la Panthère
20. L'Invention de Justin Clarel
21. La Malle verte
22. Le Sous-Marin X-33

#### Romans-Cinémas:Les Exploits d'Elaine
Roman de Marc Mario en 10 épisodes :
1. (1re partie) Par le vertige
2. (2e partie) Par le feu
3. La Déesse du Far-West
4. Le Trésor du pirate
5. Le Virage mortel
6. Le Fil aérien
7. L'Aile brisée
8. La Plongée tragique
9. Le Reptile sous les fleurs
10. Le Cercueil flottant

#### Romans-Cinémas:Le Masque aux dents blanches
Éditeur référencé sur la couverture comme « Administration des Romans-Cinémas », situé également au 78, boulevard Saint-Michel, mais le copyright noté en première page est bien celui de La Renaissance du Livre.
Le Masque aux dents blanches « grand roman-cinéma » est paru en feuilleton dans le quotidien Le Matin du 4 novembre 1916 au 24 février 1917. Le Masque aux dents blanches est l’adaptation en 16 épisodes des 20 épisodes du serial américain The Iron claw qui débuta aux États-Unis dès le 27 février 1916,.
1. La Griffe de fer
2. Père et fils
3. Le Tonneau de cognac
4. Homme... ou femme
5. Le Perroquet bleu
6. Le supplice d'une mère
7. L'armure japonaise
8. Amour !... Amour !
9. La flèche empoisonnée
10. Le Spectre du mort
11. Innocente et coupable
12. La Tache d'encre
13. La Chambre 307
14. La dame voilée
15. Le Document secret
16. Les cinq doigts de la main